# Biblia de San Pablo Extramuros

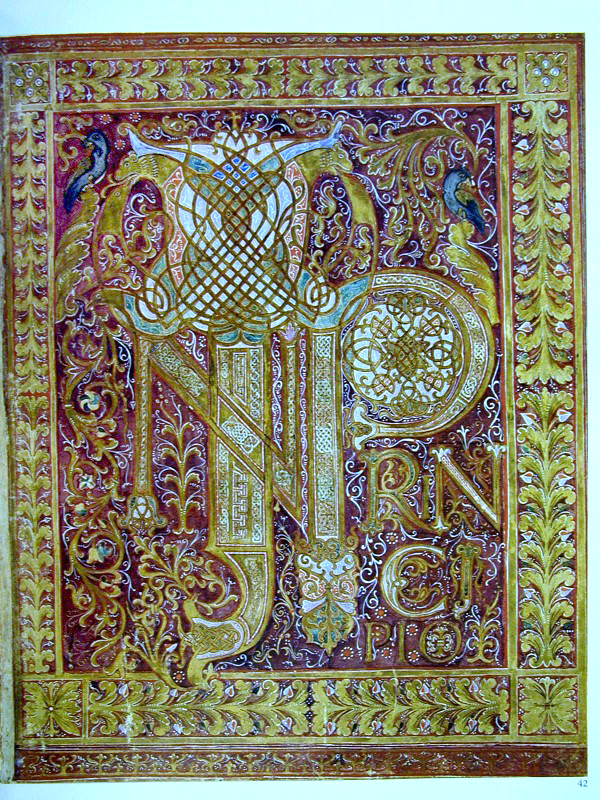
Folio 10 de la Biblia de San Pablo Extramuros.

La Biblia de San Pablo Extramuros es una Biblia iluminada del siglo IX. Es la más suntuosa Biblia Carolingia que sobrevive hasta nuestros días. El manuscrito fue producido en Reims con el patrocinio de Carlos el Calvo, y fue obsequiada al Papa Juan VIII en la coronación de Carlos como emperador, durante la noche de Navidad de 875. El manuscrito fue hecho entre 870, la fecha del matrimonio de Carlos con Richilde, y 875, fecha de su coronación. Durante el reinado del papa Gregorio VII la Biblia fue dada a la abadía benedictina de San Pablo Extramuros, donde ha permanecido desde entonces.
El manuscrito contiene la totalidad del Antiguo y Nuevo Testamento de la Vulgata. Los 334 folios existentes miden 448 por 345 mm. El texto fue escrito por un monje benedictino llamado Ingobert. Hay 35 portadas de los libors decoradas, además de las 4 tablas canónicas. Hay también 91 letras capitales decoradas en todo el libro. Hay 24 miniaturas sobrevivientes de página completa. Estas miniaturas son un retrato de la dedicación de Carlos el Calvo, un retrato de San Jerónimo, 14 ilustraciones del Antiguo Testamento, una imagen de Cristo en Majestad, cuatro retratos de evangelistas, una miniatura en los Hechos de los Apóstoles, una miniatura de las Epístolas de Pablo , y una miniatura del Libro de la Revelación. Una miniatura, al comienzo del Libro de Job se ha perdido. Este es el ciclo más extenso de ilustraciones en cualquier Biblia carolingia sobreviviente.